# Keskinen (sjö i Hankasalmi, Mellersta Finland)
Keskinen är en sjö i kommunen Hankasalmi i landskapet Mellersta Finland i Finland. Den är 0,5 meter djup. Arean är 23 hektar och strandlinjen är 1,94 kilometer lång. Sjön  ingår i Kymmene älvs huvudavrinningsområde.   Den ligger omkring 39 kilometer öster om Jyväskylä och omkring 250 kilometer norr om Helsingfors. 
Keskinen ligger nordöst om Pirtti-Herttu. 

## Källor

Panorama från fågeltornet